# امحيرة العليا

تعديل مصدري - تعديل

امحيرة العليا هي إحدى قرى عزلة جيشان بمديرية جيشان التابعة لمحافظة أبين، بلغ تعداد سكانها 103 نسمة حسب تعداد اليمن لعام 2004.